# کواوتیتلان ایزکلی
کواوتیتلان ایزکلی (به اسپانیایی: Cuautitlán Izcalli) از شهرهای کشور مکزیک است که در ایالت استادو د مخیکو قرار دارد و جمعیت آن طبق سرشماری سال ۲۰۱۰ میلادی ۱۴۰٬۰۵۹ نفر بوده است.